# Bengt Falk
Ej att förväxla med lundaprofessorn Bengt Falck, född 1927.
Bengt Falk, född omkring 1550-talets mitt eller slut, död 20 mars 1600 i Linköping, var en hövitsman över Finland. Han var son till biskop Erik Falk.

## Biografi
Bengt Falk född omkring 1550-talets mitt eller slut. Han var son till biskop Erik Falk. Från 1574 till 1575 arbetade hans som ryttare under Upplandsfanan. Falk var arbetade som ryttare 1579, 1582 och 1585 under Knut Jönssons fana. Hösten 1589 besökte Estland tillsammans med sin bror Erik Falk den yngre. År 1590 var han militär jos Johan III och deltog under sommaren och hösten i Finland. Falk arbetade från den 3 november 1591 som hovtjänare hos Johan III. Bengt Falk avrättades genom halshuggning 20 mars 1600 i Linköpings församling.
Bengt Falk tillhörde Sigismunds anhängare och avrättades genom halshuggning i samband med Linköpings blodbad.